# Paradise Hills, Novi Meksiko
Paradise Hills je popisom određeno mjesto u okrugu Bernalillu u američkoj saveznoj državi Novom Meksiku. Prema popisu stanovništva SAD 2010. ovdje je živjelo 4 256 stanovnika. Dio je albuquerqueanskog metropolitanskog statističkog područja. 

## Zemljopis
Nalazi se na 35°12′2″N 106°42′4″W / 35.20056°N 106.70111°W. Prema Uredu SAD-a za popis stanovništva, zauzima 2,60 km2 površine, sve suhozemne.
Nalazi se na uzvisini zapadno od doline Rio Grandea. Ovo neuključeno popisom određenom mjesto u potpunosti okružuje grad Albuquerque, odnosno Albuquerque se nalazi oko njega. Na istoku graniči s golf igralištem Desert Greens, prije zvanim Golf igralište Paradise Hills.

## Stanovništvo
Prema podatcima popisa 2010. ovdje je bilo 4.256 stanovnika, 1622 kućanstva od čega 1197 obiteljskih, a stanovništvo po rasi bili su 80,2% bijelci, 2,0% "crnci ili afroamerikanci", 3,6% "američki Indijanci i aljaskanski domorodci", 1,2% Azijci, 0,2% "domorodački Havajci i ostali tihooceanski otočani", 8,8% ostalih rasa, 4,0% dviju ili više rasa. Hispanoamerikanaca i Latinoamerikanaca svih rasa bilo je 37,6%.